# الدوري الشمالي لكرة القدم 1938–39
الدوري الشمالي لكرة القدم 1938–39 (بالإنجليزية: 1938–39 Northern Football League)‏ هو موسم من الدوري الشمالي لكرة القدم ‏. فاز فيه بيشوب أوكلاند ‏.